# まつやまたかし
まつやま たかし（本名：松山孝司、1957年〈昭和32年〉11月17日 - ）は、日本のイラストレーター、グラフィックデザイナー。岐阜県在住。

## 来歴
関市立関商工高等学校、日本デザイナー学院名古屋校イラストレーション専科を卒業。1978年、広告代理店に勤務。鳥山明から直々にスカウトを受け、1981年にバード・スタジオへ転職。鳥山の2代目アシスタントとして、『Dr.スランプ』後半から『ドラゴンボール』までの作品に関わる。『Dr.スランプ』ではペンギン村の建物や風景、『ドラゴンボール』では亀仙人の家、ナメック星などの背景画を担当。また、『Dr.スランプ』作中に本人として登場している。
イラストレーターとして独立。雑誌『所ジョージの世田谷ベース』、『Daytona』の「シネマプラス+」などの連載を持っている。2013年にまつやまたかし展を開き、2014年にトヨタ博物館25周年企画のためにオリジナルイラスト「物語る博物館へ」を描いた。現在「MOTOR PANIC2」シリーズを発表中。

## 人物
趣味はプラモデル制作、映画鑑賞、インテリア、クルマ、カメラ、ビリヤード、キャンプ、料理、バレーボール、廃材アート。カスタムフィギュアの制作を得意としており、タミヤ・フィギュアコンテストでは1979年から1989年まで連続入選した。『こちら葛飾区亀有公園前派出所』40巻「改造人形コンテストの巻」に登場した松山兄弟のモデルでもある。
アメリカンスタイルの住宅（アメリカンハウス）に憧れ、建材をアメリカから輸入し、自らツーバイフォー工法で施工した（基礎工事、壁は本職に依頼）。母屋の他、敷地内に仕事部屋、ツリーハウスも自らの手で建てた。それらの工程を記録した著書を上梓。また、2008年公開の日本映画『あの空をおぼえてる』の主要舞台として使用された。その腕を活かし、店舗のデザインも手掛け始める。
尊敬するアーティストは鳥山明、江口寿史、小森誠、及川正通、レオ・シューウェル。
鳥山とはクルマ、バイク、映画、模型制作など共通の趣味を持ち、プライベートでも付き合いがあった。鳥山から漫画家のアシスタントとしてスカウトされた翌日に勤務していたデザイン事務所に辞表を提出、すぐに鳥山の自宅近くに引っ越したという。『Dr.スランプ』の単行本では、天下の田舎者と自負する鳥山でも「はっきりいって負けた」と認めるほどの「野生の王国」と形容されるような田舎に住んでいたため、これがアシスタントにした決め手だったと書かれている。
『ドラゴンボール』で鳥山のアシスタントを務めたのはまつやま1人であり、いつも主人公・孫悟空の髪の毛のベタ塗りに時間を取られており、時間節約のために鳥山がベタ塗りをしなくて済む超サイヤ人に変身させたことがある。鳥山は「超サイヤ人を登場させたことでアシスタント君との約束をやっと果たすことができた」と語っている。
鳥山明の初代担当編集者である鳥嶋和彦の新刊出版記念トークイベントが2025年7月12日に名古屋で行われ、鳥山の初代アシスタントを務めた「ひすゎし」こと田中久志と共にサプライズゲストとして登壇、鳥山とのエピソードなどを語った。

## 著作
松山孝司名義
- MOTOR PANIC』（1992年、架空社）

まつやまたかし名義
- 自分で建てたあこがれのアメリカンハウス（1999年、山海堂）
- 『トムとジェリーをさがせ！』シリーズ（河出書房新社）
  - トムとジェリーをさがせ！びっくりタウンは大さわぎ（2015年）
  - トムとジェリーをさがせ！みなみのしまのだいぼうけん（2021年）
  - トムとジェリーをさがせ！めいさくシーンでおおはしゃぎ（2022年）
- 親子で楽しむ空想特撮 探し絵本 / ウルトラセブンのおもちゃ箱（2017年、三交社）